# Faxinal
Faxinal là một đô thị thuộc bang Paraná, Brasil. Đô thị này có diện tích 715,943 km², dân số năm 2007 là 16006 người, mật độ 20,7 người/km².